# Choiny (Lublin)
Choiny – osiedle domków jednorodzinnych i bloków mieszkalnych w północnej części Lublina. Jest to najdalej wysunięte na północ osiedle miasta. Prowadzą do niego od wschodu ul. Choiny i od zachodu – ul. Koncertowa.
Osiedle tworzą ulice:  Beskidzka, Gorczańska, Izerska, Jurajska, Karkonoska, Karpacka, Pienińska, Sądecka, Sudecka, Świętokrzyska i Żywiecka. 
Na terenie osiedla znajdują się piekarnie 'Sarzyńska I. i JSC Piekarnia' oraz firmowa przy supermarkecie Stokrotka.
Głównie na południe od osiedla znajdują się końcowe przystanki autobusów komunikacji miejskiej (jeden na zachodnim skraju) umożliwiające dojazd do większości dzielnic Lublina oraz przystanki prywatnych autobusów podmiejskich umożliwiające bezpośredni dojazd do Jakubowic, Krasienina, Kamionki, Michowa i Kawki.
Średni czas dojazdu do centrum Lublina samochodem osobowym to 10 minut (poza godzinami szczytu), a autobusami ok. 15–20 minut.